# ۱۰۴۱ (خورشیدی)
۱۰۴۱ هزار و چهل و یکمین سال هجری خورشیدی است.